# 細田傳造
細田 傳造（ほそだ でんぞう、1943年 - ）は日本の詩人。
東京都北区生まれ、さいたま市在住。会社経営のかたわら、60代も半ばを過ぎた2009年より詩の習作を始める。2011年より大阪文学学校の通信講座を受講。2013年、『谷間の百合』で第18回中原中也賞受賞。同賞の最年長受賞者だった。2015年、『水たまり』で第22回丸山薫賞受賞。

## 著書
- 『谷間の百合』書肆山田 2012
- 『ぴーたーらびっと』書肆山田 2013
- 『水たまり』書肆山田 2015
- 『かまきりすいこまれた』思潮社 2017
- 『アジュモニの家』思潮社 2018
- 『みちゆき』書肆山田 2019